# Dysoxylum hongkongense
Dysoxylum hongkongense là một loài thực vật có hoa trong họ Meliaceae. Loài này được (Tutcher) Merr. mô tả khoa học đầu tiên năm 1934.